# Carcharhinus leucas
Lo squalo leuca (Carcharhinus leucas Müller e Henle, 1839) o squalo zambesi, denominato nei paesi di lingua anglosassone "bull shark", non è da confondere con lo squalo toro che in lingua inglese viene invece riconosciuto sotto il nome di "sand tiger shark". Lo squalo leuca è una comune specie di squalo della famiglia dei Carcarinidi diffusa nelle acque calde e poco profonde delle zone costiere e dei fiumi di tutto il mondo. È noto soprattutto per il suo comportamento imprevedibile e spesso aggressivo. Dato che spesso si incontra in acque poco profonde, è considerato la specie di squalo più pericolosa per l'uomo, e insieme allo squalo tigre e allo squalo bianco, è una delle tre specie a cui sono stati attribuiti il maggior numero di attacchi all'uomo se non si considera il pinna bianca oceanico, che da solo, secondo un'ipotesi, conta più attacchi di tutti quelli degli altri squali messi insieme.
Diversamente dalla maggior parte degli squali, lo squalo leuca tollera l'acqua dolce ed è in grado di risalire il corso dei fiumi. Alcuni esemplari sono stati ritrovati perfino in alcuni fiumi dell'Australia e dell'Africa meridionale, e nei fiumi Ohio (nell'Indiana) e Mississippi (nell'Illinois), sebbene in tali aree siano stati registrati solamente pochi attacchi. Proprio per questo motivo la specie è probabilmente la responsabile del maggior numero di attacchi all'uomo avvenuti in acque costiere, compresi molti attacchi attribuiti ad altre specie. Tuttavia, gli squali leuca (diversamente dagli squali di fiume del genere Glyphis) non sono veri e propri squali d'acqua dolce.

## Etimologia
Il nome "bullshark", utilizzato esclusivamente nei Paesi di lingua anglosassone, deriva dalla forma tozza di questa specie, dal muso corto e appiattito e dal suo comportamento imprevedibile e aggressivo. In India questo squalo viene spesso confuso con lo «squalo del Gange» o dei «Sundarbans». In Africa viene chiamato comunemente «squalo dello Zambesi» o semplicemente «zambi». Il suo areale molto vasto e la varietà di ambienti in cui vive si riflettono nei molti nomi locali con cui è conosciuto, come «squalo del Gange», «squalo baleniere del Fitzroy», «squalo di van Rooyen», «squalo del Lago Nicaragua», «squalo di fiume», «squalo d'acqua dolce», «squalo baleniere degli estuari», «squalo dello Swan», «squalo cucciolo» e «squalo dal naso a pala».

## Distribuzione
Lo squalo leuca è diffuso in molte aree del globo e si sposta su grandi distanze. È molto comune lungo le coste, nei fiumi e nei laghi delle zone tropicali e, se sono abbastanza profondi, anche nei torrenti di acqua sia dolce che salata. Si incontra fino a 150 metri di profondità, ma generalmente non scende oltre i 30 metri. Nell'Atlantico vive dal Massachusetts al Brasile meridionale e dal Marocco all'Angola. Nell'Oceano Indiano il suo areale si estende dal Sudafrica all'Australia, attraverso Kenya, India e Vietnam. Più di 500 esemplari di questa specie vivono nel fiume Brisbane ed un numero ancora maggiore abita nei canali della Gold Coast, nel Queensland (Australia). Un grosso esemplare di squalo leuca è stato catturato nei canali di Scarborough, 2 ore a nord della Gold Coast. Nell'Oceano Pacifico la specie si incontra dalla Baja California all'Ecuador.
Questo squalo ha risalito per 4000 chilometri il Rio delle Amazzoni fino a Iquitos, in Perù. Vive anche nelle acque dolci del Lago Nicaragua e nei fiumi Gange e Brahmaputra, negli Stati del Bengala Occidentale ed Assam (India orientale) e del vicino Bangladesh. È in grado di vivere anche in acque con un alto contenuto salino, come quelle dell'Estuario del St. Lucia, in Sudafrica. Dopo l'Uragano Katrina, molti squali leuca sono stati avvistati nel lago Pontchartrain. Alcuni esemplari hanno inoltre risalito il Mississippi fino ad Alton (Illinois). Altri sono stati trovati nel Potomac, nel Maryland.

## Tolleranza all'acqua dolce
Lo squalo leuca è la meglio conosciuta tra le 43 specie di Elasmobranchi (appartenenti a dieci generi e quattro famiglie) avvistate in acque dolci. Tra le altre specie che vivono stabilmente nei fiumi vi sono alcune pastinache (Dasiatidi e Potamotrigonidi) e i pesci sega (Pristidi). Alcune specie di razza (Rajidi), il palombo scuro (Triakidi) e lo squalo plumbeo (Carcharhinus plumbeus), invece, entrano regolarmente negli estuari. La capacità degli Elasmobranchi di entrare nelle acque dolci è piuttosto limitata, poiché il loro sangue è salato (in termini di resistenza osmotica) quanto l'acqua di mare, a causa dell'accumulo nei tessuti di urea e ossido di trimetilammina, ma gli squali leuca che vivono in acqua dolce riescono a ridurre la concentrazione di questi soluti fino al 50%. Perfino in questo modo necessitano di produrre venti volte più urina di quanto non facciano i loro simili che vivono in acqua salata.
Inizialmente gli scienziati ritenevano che gli squali del Lago Nicaragua appartenessero ad una specie endemica, lo squalo del Lago Nicaragua (Carcharhinus nicaraguensis). Nel 1961, però, in seguito al confronto di vari esemplari, i tassonomi si accorsero che si trattava solamente di una particolare forma di squali leuca; da allora il nome Carcharhinus nicaraguensis è considerato sinonimo di Carcharhinus leucas. Essi sono in grado di risalire le rapide del fiume San Juan (che sfocia nel Mar dei Caraibi dopo circa 190 km) quasi come i salmoni. Infatti squali leuca, marcati dentro il lago, sono stati in seguito catturati in oceano aperto (e viceversa); alcuni di essi hanno impiegato 7-11 giorni per effettuare il viaggio.

## Descrizione

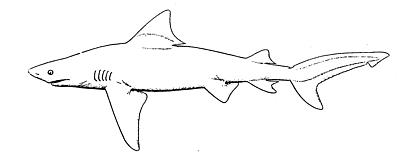
Raffigurazione di uno squalo leuca

Gli squali leuca sono grossi e tozzi. Le femmine sono più grandi dei maschi. Possono raggiungere i 3,5 metri di lunghezza e un peso di 230 chilogrammi. Gli squali leuca sono più pesanti degli altri Carcarinidi di pari lunghezza. La colorazione è grigia sul dorso e bianca sul ventre. La seconda pinna dorsale è più piccola della prima.

## Biologia

### Alimentazione
Gran parte della dieta dello squalo leuca consiste di pesci ossei e squali più piccoli, compresi altri membri della stessa specie. Possono nutrirsi, però, anche di tartarughe, uccelli, delfini, mammiferi terrestri, crostacei ed echinodermi. Per attaccare le prede questa specie utilizza la tecnica del «colpisci e mordi». Esemplari relativamente calmi sono improvvisamente diventati violenti ed hanno iniziato ad urtare i subacquei.
In seguito ad un tale comportamento lo studioso Erich Ritter è stato gravemente ferito. Questo attacco non sembra essere dovuto ad un caso di errore di valutazione dell'identità, poiché l'acqua era limpida e la giornata serena. Sebbene Ritter stesso avesse inizialmente ammesso che lo squalo sembrava averlo voluto trascinare in acque più profonde, in seguito dichiarò che lo squalo non aveva chiaramente alcuna intenzione di divorarlo. Ritter giunse alla conclusione che l'attacco era stato provocato da un'esca che lo scienziato aveva prima lanciato lontano da sé ed in seguito era stata riportata verso di lui da una remora. La remora avrebbe teoricamente eccitato alcuni squali leuca, che nella confusione del momento avevano sollevato la sabbia del fondale. Nella nuvola di sabbia che si era così formata Ritter afferma che uno degli squali presenti si fosse confuso e lo avesse morso.

### Comportamento

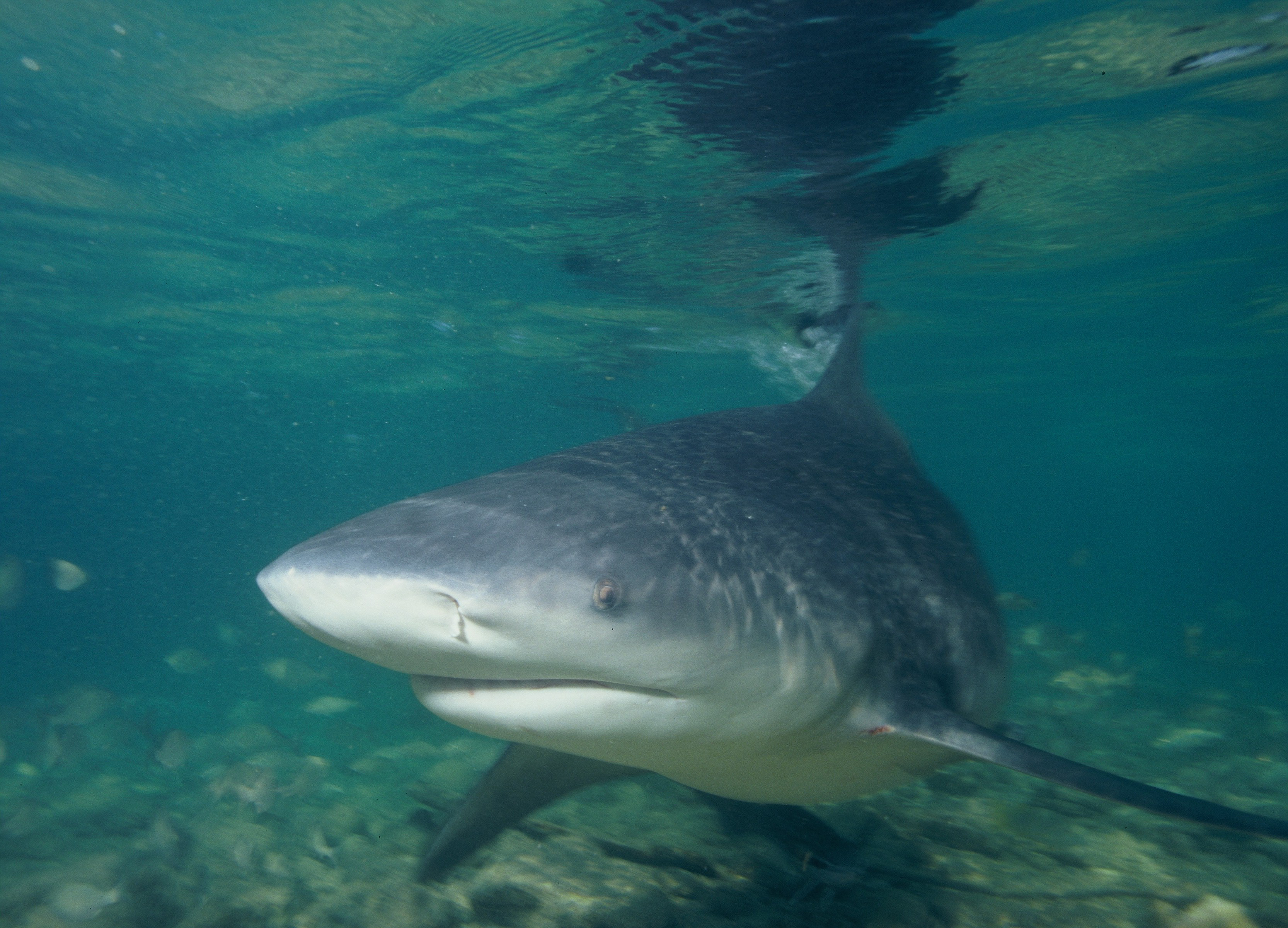
Squalo leuca (Bahamas)

Gli squali leuca sono generalmente predatori solitari, ma ogni tanto cacciano in coppia. Spesso vengono avvistati mentre pattugliano le acque poco profonde. Esemplari in apparenza tranquilli possono improvvisamente aumentare velocità e divenire estremamente aggressivi: un esemplare ha perfino attaccato un purosangue da corsa nel fiume Brisbane, nello Stato australiano del Queensland. Sono molto territoriali e attaccano qualsiasi animale che entri nel loro territorio. Insieme allo squalo bianco e allo squalo tigre è una delle tre specie a cui sono stati attribuiti il maggior numero di attacchi all'uomo, se si esclude lo squalo pinna bianca oceanico. Uno o più squali leuca sembrano essere stati i responsabili degli attacchi di squalo del Jersey Shore del 1916, dai quali trasse ispirazione Peter Benchley per il romanzo Lo squalo.
Lo squalo leuca è inoltre il responsabile degli attacchi avvenuti attorno alle isolette del porto di Sydney. La maggior parte di questi attacchi erano stati attribuiti inizialmente a squali bianchi. In India gli squali di questa specie risalgono le acque del Gange e attaccano gli uomini che entrano in acqua. Mangiano anche i corpi umani che i locali gettano nel fiume. Molti di questi attacchi sono stati erroneamente attribuiti allo squalo del Gange, Glyphis gangeticus, una specie molto rara che, probabilmente, è l'unico squalo indiano a vivere regolarmente nelle acque dolci. Negli anni '60 e '70, degli attacchi degli squali leuca furono incolpati anche alcuni squali toro (Carcharias taurus).
Oltre al carattere generalmente più eccitabile rispetto allo squalo bianco e allo squalo tigre, lo squalo leuca deve la sua pericolosità anche alla potenza del suo morso, superiore a quella di ogni altra specie di squalo, e in verità anche a quella di qualsiasi altra specie di pesce oggigiorno esistente. È stato valutato intorno ai 1350 psi (circa 613 kg), vale a dire il doppio di quello esercitato da un grande squalo bianco.

### Riproduzione
Gli squali leuca si accoppiano verso la fine dell'estate e l'inizio dell'autunno, spesso nelle acque salmastre delle foci dei fiumi. Dopo una gestazione di 12 mesi la femmina partorisce 4-10 piccoli vivi: la specie è, cioè, vivipara. I piccoli, lunghi alla nascita 70 centimetri, impiegano 10 anni per raggiungere la maturità.
Recentemente è stato scoperto che in alcuni casi questi squali praticano il cosiddetto «cannibalismo uterino»; in questi casi solo un piccolo riesce a sopravvivere alla gravidanza.

## Ecologia
Lo squalo leuca è un superpredatore e solo raramente viene attaccato da altri animali. L'unico loro vero nemico è l'uomo. Ciononostante, alcuni squali più grandi, come lo squalo tigre e lo squalo bianco, sono in grado di attaccarlo. Sono inoltre ben documentati casi di coccodrilli marini che predano regolarmente questa specie nei fiumi e negli estuari dell'Australia settentrionale. Probabilmente anche altri grossi Crocodilidi, come il coccodrillo del Nilo e il coccodrillo americano (che condividono alcune zone del loro areale con lo squalo leuca) mostrano un simile comportamento predatorio.